# Euploea recussa
Euploea recussa är en fjärilsart som beskrevs av Hans Fruhstorfer 1910. Euploea recussa ingår i släktet Euploea och familjen praktfjärilar. Inga underarter finns listade i Catalogue of Life.